# Comets de Mohawk Valley
Les Comets de Mohawk Valley sont un club professionnel de hockey sur glace qui a évolué de 1973 à 1977 dans la North American Hockey League (NAHL). L'équipe jouait au Memorial Auditorium d'Utica, dans l'État de New York aux États-Unis.

## Historique
Lors de leur première saison d'existence, les Comets ne remportent que 20 victoires et sont exclus des séries éliminatoires de la Coupe Lockhart. L'équipe gagne 11 victoires de plus en 1975-1976, mais est éliminée en première ronde des séries par les Dusters de Broome County (1 victoire contre 3 défaites). Le directeur-gérant Brian Conacher cède son poste d'entraîeur-chef à Ted McCaskill pour le début de la campagne 1975-1976. Mais Conacher congédie finalement McCaskill, alors qu'il ne reste que 12 matchs à faire en saison régulière, et retourne derrière le banc. Ce changement n'a pas l'effet escompté et les Comets sont encore une fois éliminés en 4 parties, cette fois-ci par les Blazers de Syracuse. Bob Woytowich (joueur-instructeur) et Ian Anderson se succèdent au poste d'entraîneur en 1976-1977, mais le résultat est le même et les Comets sont éliminés en 5 parties par les Dusters de Broome County. La NAHL est dissoute quelques mois plus tard et les Comets ne sont pas transférés dans une autre ligue professionnelle.
De 1954 à 1973, l'Eastern Hockey League a eu dans ses rangs une équipe, basée à Clinton (New York), qui portait le nom de Comets.
Un club professionnel de l'Atlantic Coast Hockey League a repris le nom de Comets de Mohawk Valley de 1985 à 1987.

## Fiche de l'équipe
| Saison    |    | Saison régulière | Saison régulière | Saison régulière | Saison régulière | Saison régulière | Saison régulière | Saison régulière | Saison régulière | Saison régulière            |  | Séries éliminatoires |
| Saison    | PJ | V                | D                | N                | Pts              | BP               | BC               | Pun              | Classement       |                             |  | Séries éliminatoires |
| 1973-1974 | 74 | 20               | 52               | 2                | 42               | 240              | 385              | -                | Septième         | Non qualifiés               |  |                      |
| 1974-1975 | 74 | 31               | 38               | 5                | 67               | 312              | 346              | 1151             | Sixième          | Éliminés en quart de finale |  |                      |
| 1975-1976 | 74 | 30               | 40               | 4                | 64               | 306              | 354              | 1440             | Troisième        | Éliminés en quart de finale |  |                      |
| 1976-1977 | 74 | 29               | 42               | 3                | 61               | 316              | 387              | 790              | Sixième          | Éliminés en quart de finale |  |                      |

## Personnalités de l'équipe

### Joueurs
105 joueurs ont porté les couleurs des Comets de Mohawk Valley de 1973 à 1977. L'attaquant John Cook termine premier au chapitre des matchs joués (204) et des minutes de pénalités (232). Son coéquipier Frank Hamill est le meneur pour les buts (68), les passes (103) et les points (171). Lors de la saison 1976-1977, le joueur de centre Mike Zuke accumule une fiche de 42 buts et 29 passes en 48 matchs seulement. Il portera l'uniforme des Blues de Saint-Louis et des Whalers de Hartford de 1978 à 1986.

### Entraîneurs
- Brian Conacher (1973-1975, 1976)
- Ted McCaskill (1975-1976)
- Bob Woytowich (1976-1977)
- Ian Anderson (1977)

### Directeur-gérant
- Brian Conacher (1974-1976)